# Mike Brown (trener koszykarski)
Mike Brown, oficjalnie Michael Brown (ur. 5 marca 1970 w Columbus w stanie Ohio) – amerykański trener koszykarski, obecnie trener Sacramento Kings.
W 1997 roku objął posadę asystenta trenera w Washington Wizards. Trzy lata później pełnił to samo stanowisko u boku Gregga Popovicha w San Antonio Spurs, a następnie w Indianie Pacers. W 2005 roku po raz pierwszy w karierze objął funkcję głównego trenera, znajdując zatrudnienie w Cleveland Cavaliers, docierając w 2007 roku wraz z nimi do finałów NBA. Po odejściu z Cavs w 2010 roku LeBrona Jamesa, władze klubu postanowiły rozwiązać kontrakt z Brownem. W maju 2011 roku, po odejściu na emeryturę Phila Jacksona, Brown otrzymał posadę głównego trenera Los Angeles Lakers. W listopadzie 2012 roku został zwolniony z tejże funkcji. Przez jeden sezon (2013/14) ponownie był głównym trenerem Cavaliers.

## Dzieciństwo i młodość
Brown urodził się w Columbus w stanie Ohio w USA, jednak większość swojego dzieciństwa spędził w Niemczech, uczęszczając do Würzburg American High School w Würzburgu, którą ukończył w 1988 roku. Podczas pobytu w Niemczech trenował koszykówkę oraz baseball. Następnie przez 2 lata uczęszczał do Mesa Community College, po czym przeniósł się na Uniwersytet Kalifornijski w San Diego, gdzie przez 2 sezony grał w drużynie akademickiej tego uniwersytety w koszykówkę. W 1992 ukończył studia z ekonomii, uzyskując licencjat.

## Kariera w NBA
Swoją karierę w NBA rozpoczął w 1992 roku jako skaut w Denver Nuggets, gdzie pracował przez 5 kolejnych lat. W 2000 roku, został zatrudniony przez San Antonio Spurs, jako asystent głównego trenera – Gregga Popovicha. Jako członek sztabu trenerskiego zdobył wraz ze Spurs mistrzostwo w 2003 roku. W następnym sezonie został zatrudniony w Indianie Pacers jako asystent trenera Ricka Carlisle, razem z Pacers awansował do wschodnich finałów konferencji.
Od 2005 roku otrzymał swoją szansę jako główny trener Cleveland Cavaliers, stając się drugim najmłodszym trenerem w lidze po Lawrensie Franku z NJ Nets. Razem z Kawalerzystami w 2007 roku awansował do finałów NBA, gdzie jednak przegrał, ze swoją byłą drużyną z San Antonio 4-0. W sezonach 2008/2009 oraz 2009/2010, Cavs osiągali bilanse odpowiednio 66-16 oraz 61-21, jednak nie zdołali awansować do finałów NBA, odpadając w 2009 roku w finałach konferencji z Orlando Magic, w 2010 roku natomiast nie zdołali pokonać Boston Celtics w półfinałach konferencji przegrywając również 4-2. Po tej porażce, został zwolniony przez Cavaliers.
Jako trener osiągnął bilans 272-138 w sezonie zasadniczym oraz 42-29 w playoffs.
25 maja 2011 roku podpisał 4 letni kontrakt wart 18,25 miliona dolarów z Los Angeles Lakers, tym samym zastąpił na tym stanowisku najbardziej utytułowanego trenera w historii NBA, Phila Jacksona.
W listopadzie 2012 roku, Lakers zwolnili Browna po rozpoczęciu sezonu bilansem 1-4.
24 kwietnia 2013 ponownie został zatrudniony przez Cleveland Cavaliers. 12 maja 2014, po jednym sezonie, w którym Cavaliers nie awansowali do play-offów, Brown został zwolniony przez nowego menadżera generalnego, Davida Griffina.

## Osiągnięcia i wyróżnienia
- W 2009 roku poprowadził drużynę wschodu w All-Star Game
- Trener roku NBA (2009, 2023)[4]
- 2-krotnie wygrywał z Cavaliers Central Division
- 2 krotnie wygrywał ponad 60 spotkań w sezonie z Cavs
- Mistrz NBA jako asystent trenera (2017, 2018,  2022[5])